# The Fall of a Rebel Angel
The Fall of a Rebel Angel — восьмой студийный альбом немецкого музыкального проекта Enigma, вышедший 11 ноября 2016 года на лейбле Republic Records.
Первый альбом проекта после Seven Lives Many Faces, вышедшего в 2008 году.
Это концептуальный альбом, который рассказывает историю, разработанную основателем Enigma, продюсером и главным композитором Мишелем Крету в соавторстве с немецким поэтом и либреттистом Михаэлем Кунце, о путешествии героя, находящегося в поиске новой полноценной жизни.
Обложка разработана немецким художником Вольфгангом Бельтракки, который также создал 12 изображений, сопровождающие каждую из «глав» альбома.

## Создание
19 марта 2015 года Крету разместил сообщение на официальной странице проекта в Facebook о начале записи нового альбома.
Опубликованное позднее (19 января 2016 года) видео показало, что осталось пять месяцев до завершения альбома, причём три песни ещё не завершены.
Для записи альбома были приглашены четыре музыканта: бразильский певец и композитор Марк Джошер (Mark Josher), индонезийская певица Анггун, Нанук как женский голос в Circle Eight и английский электропоп дуэт Aquilo.

### Выпуск
Альбом был официально анонсирован 8 августа 2016 года с запланированной датой релиза 11 ноября.
Альбом доступен в четырёх изданиях, выпущенных Republic Records, подразделением Universal Music Group:
- Стандартное издание на одном компакт-диске включает 28-страничный буклет и 12 иллюстраций «глав» Бельтраччи;
- В двухдисковом подарочном издании в диджипаке содержится 12 треков с рассказом об истории альбома и 40-страничный буклет;
- Ограниченное супер-делюкс издание включает в себя подписанную фоторамку и эксклюзивный онлайн-контент;
- На разворотном виниле напечатаны 12 иллюстраций Бельтраччи и прилагается 16-страничный буклет.

«Sadeness (Part II)» была выпущена в цифровом виде 10 октября 2016 года и стала доступна для тех, кто сделал предзаказ альбома.

## Список композиций
| №                   | Название                                    | Длительность |
| ------------------- | ------------------------------------------- | ------------ |
| 1.                  | «Circle Eight» (совместно с Nanuk)          | 2:19         |
| 2.                  | «The Omega Point»                           | 5:39         |
| 3.                  | «Diving»                                    | 2:52         |
| 4.                  | «The Die Is Cast» (совместно с Mark Josher) | 4:16         |
| 5.                  | «Mother» (совместно с Anggun)               | 3:38         |
| 6.                  | «Agnus Dei»                                 | 3:57         |
| 7.                  | «Sadeness (Part II)» (совместно с Anggun)   | 4:09         |
| 8.                  | «Lost in Nothingness»                       | 3:20         |
| 9.                  | «Oxygen Red» (совместно с Anggun)           | 4:02         |
| 10.                 | «Confession of the Mind»                    | 3:47         |
| 11.                 | «Absolvo»                                   | 2:01         |
| 12.                 | «Amen» (совместно с Aquilo)                 | 4:52         |
| Общая длительность: | Общая длительность:                         | 44:52        |

### Повествовательные треки
Треки представлены также на испанском и французском языках.
| №   | Название                              | {{{extra_column}}} | Длительность |
| --- | ------------------------------------- | ------------------ | ------------ |
| 1.  | «The Story of Circle Eight»           | 1:00               | 1:00         |
| 2.  | «The Story of The Omega Point»        | 1:49               | 1:49         |
| 3.  | «The Story of Diving»                 | 1:25               | 1:25         |
| 4.  | «The Story of The Die Is Cast»        | 1:59               | 1:59         |
| 5.  | «The Story of Mother»                 | 2:02               | 2:02         |
| 6.  | «The Story of Agnus Dei»              | 2:49               | 2:49         |
| 7.  | «The Story of Sadeness (Part II)»     | 2:37               | 2:37         |
| 8.  | «The Story of Lost in Nothingness»    | 1:46               | 1:46         |
| 9.  | «The Story of Oxygen Red»             | 1:55               | 1:55         |
| 10. | «The Story of Confession of the Mind» | 2:43               | 2:43         |
| 11. | «The Story of Absolvo»                | 1:27               | 1:27         |
| 12. | «The Story of Amen»                   | 1:37               | 1:37         |

## Видеоклипы
По следующим композициям альбома сняты видеоклипы:
- Sadeness (Part II)
- Amen

## Участники
- Мишель Крету — музыка, слова, история, продюсирование, программирование, звукорежиссура
- Анггун — вокал («Mother», «Sadeness (Part II)», «Oxygen Red»)
- Aquilo — вокал («Amen»)
- Нанук — голос («Circle Eight»)
- Mark Josher (Marcelo Amaral Pontello) — вокал, музыка, слова («The Die Is Cast»)
- Вольфганг Бельтраччи — обложка, оформление
- Михаэль Кунце — история
- Ian Wood — рассказчик истории (English)
- Manuel Sanchez Fraguas — рассказчик истории (Spanish)
- Patrice Luc Doumeyrou — рассказчик истории (French)